# Chloroclystis lucinda
Chloroclystis lucinda är en fjärilsart som beskrevs av Butler 1879. Chloroclystis lucinda ingår i släktet Chloroclystis och familjen mätare. Inga underarter finns listade i Catalogue of Life.

## Bildgalleri

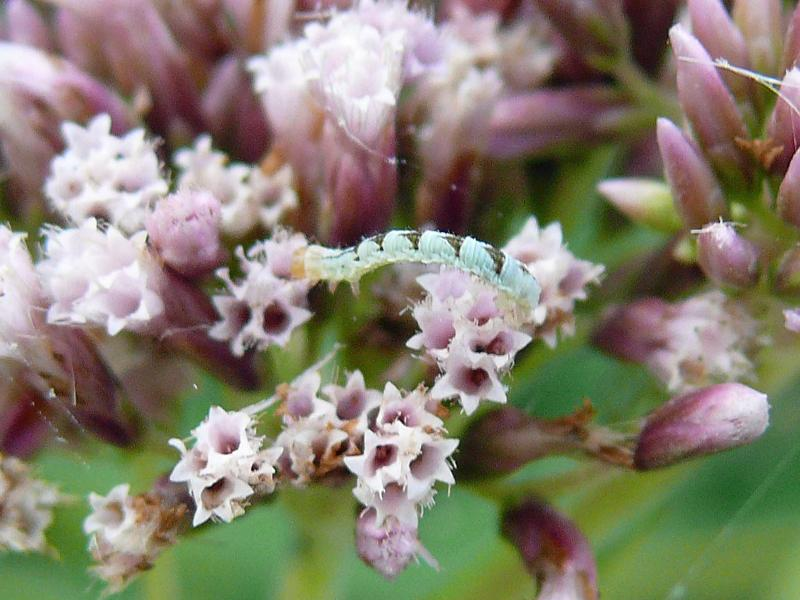